# Льянкиуэ (провинция)
Льянки́уэ (исп. Provincia de Llanquihue) — провинция в Чили в составе области Лос-Лагос. 
Включает в себя 9 коммун.
Территория — 14 877 км². Население — 408 052 человека (2017). Плотность населения — 27.43 чел./км².
Административный центр — Пуэрто-Монт.

## География
Провинция расположена в центральной части области Лос-Лагос.
Провинция граничит:
- на севере — провинция Осорно
- на востоке — провинции Неукен и Рио-Негро (Аргентина)
- на юге — провинции Чилоэ и Палена
- на западе — Тихий океан

## Административное деление
Провинция включает в себя 9 коммун:
- Кальбуко. Админ.центр — Кальбуко.
- Кочамо. Админ.центр — Кочамо.
- Фресия. Админ.центр — Фресия.
- Фрутильяр. Админ.центр — Фрутильяр.
- Льянкиуэ. Админ.центр — Льянкиуэ.
- Лос-Муэрмос. Админ.центр — Лос-Муэрмос.
- Маульин. Админ.центр — Маульин.
- Пуэрто-Монт. Админ.центр — Пуэрто-Монт.
- Пуэрто-Варас. Админ.центр — Пуэрто-Варас.